# 乌拉山西站
乌拉山西站，是位于中华人民共和国内蒙古自治区巴彦淖尔市乌拉特前旗乌拉山镇的一个铁路车站，原名乌拉特前旗站。车站建于1957年，有包兰铁路经过该站，现办理客货运业务，车站及其上下行区间均为电气化区段。车站距离包头站104公里，隶属呼和浩特铁路局，是三等站。
站房建筑共两层。一层为入站安检处、售票厅，二层为候车室。
2024年4月7日，乌拉特前旗新站房投入使用。
2024年7月1日，為了區別包銀高速鐵路建設中的車站，乌拉特前旗站更名为乌拉山西站，站址不变。

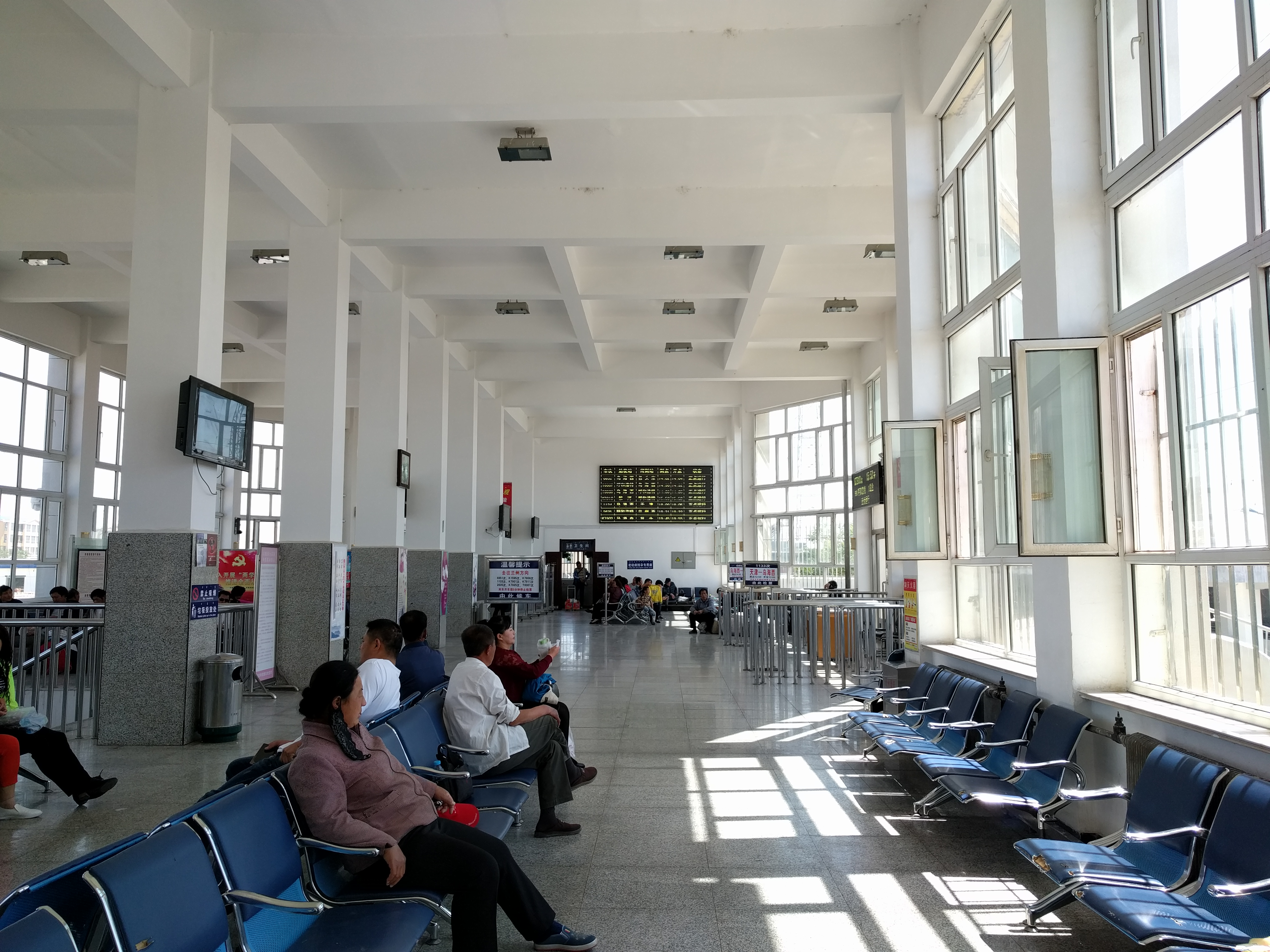
乌拉特前旗站候车室
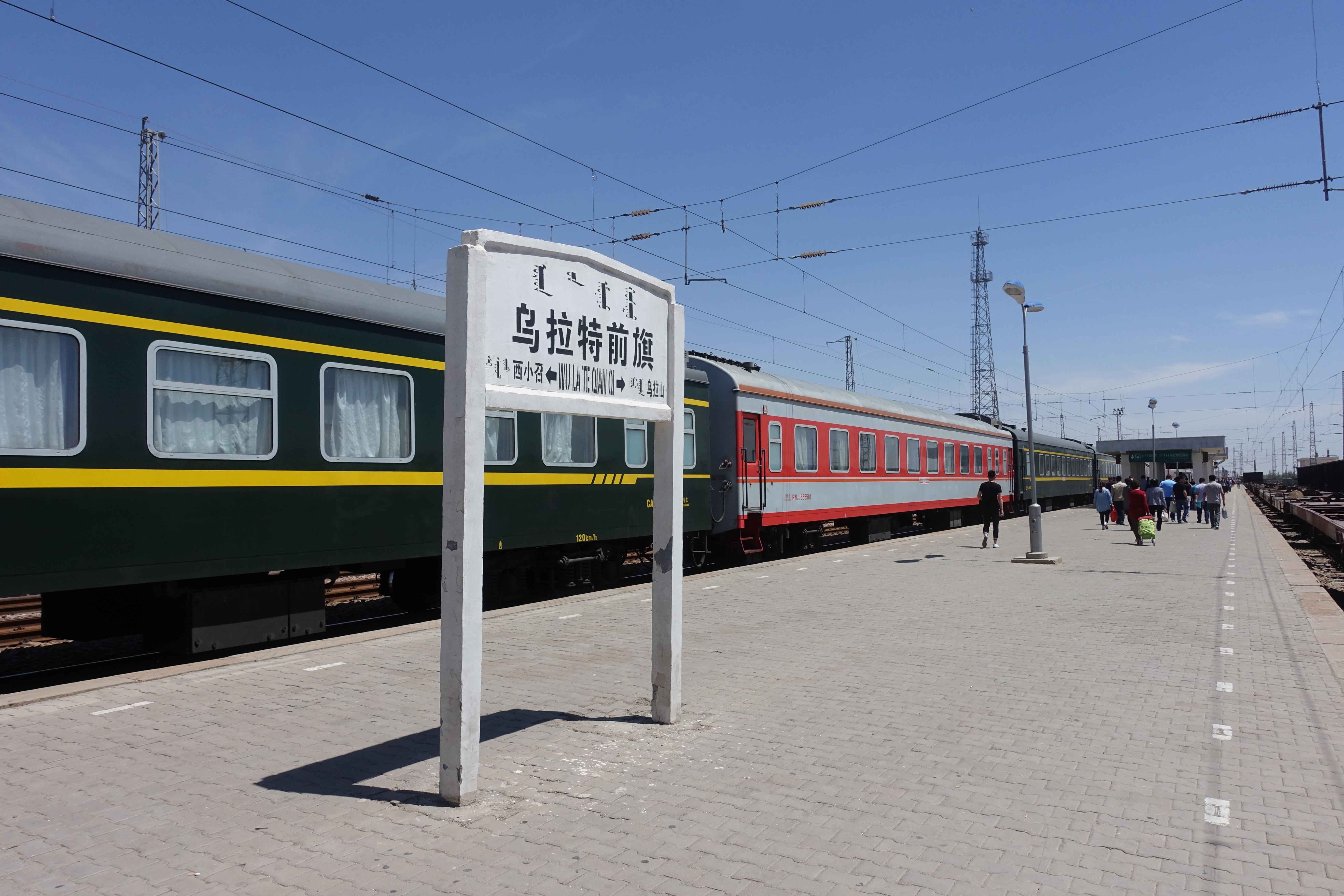
由天津开往乌海西的1136/1133次列车停靠在乌拉特前旗3站台
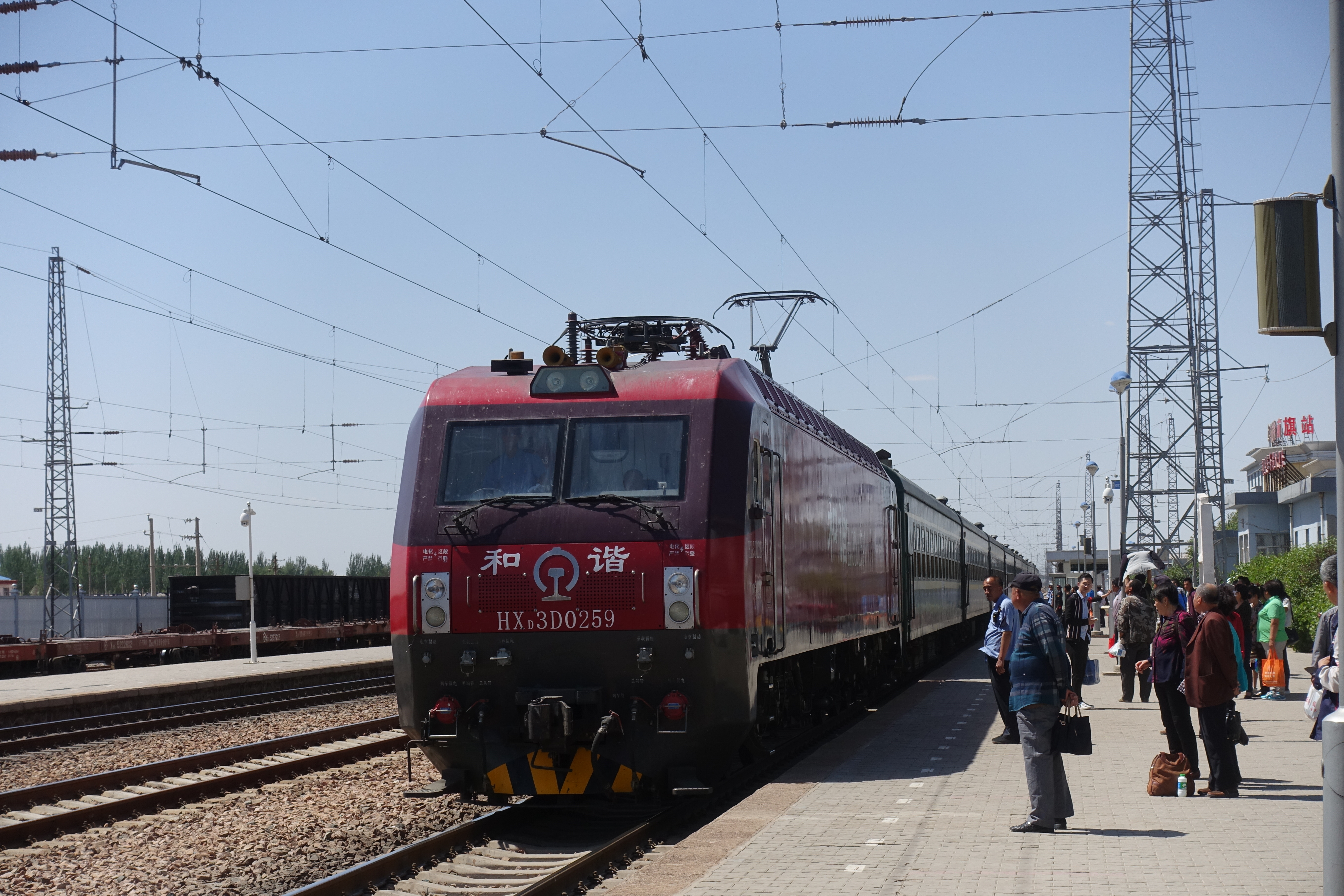
6852次列车进入停靠乌拉特前旗站1站台